# Time of Our Lives (canción de Pitbull y Ne-Yo)
«Time of Our Lives» es una canción del rapero  y cantante estadounidense Pitbull y el cantante estadounidense Ne-Yo. Fue lanzado como sencillo el 17 de noviembre de 2014 por el sello RCA Records. Alcanzó la novena posición del Billboard Hot 100 de los Estados Unidos, siendo su séptima canción que entra dentro del Top 10.

## Lista de Posiciones
| Lista (2014 – 2015)                         | Mejor posición |
| ------------------------------------------- | -------------- |
| Alemania (Media Control AG)                 | 22             |
| Australia (ARIA)                            | 12             |
| Austria (Ö3 Austria Top 40)                 | 26             |
| Bélgica (Flandes) (Ultratip Bubbling Under) | 3              |
| Bélgica (Valonia) (Ultratip Bubbling Under) | 7              |
| Canadá (Canadian Hot 100)                   | 10             |
| Colombia (National Report Top Anglo)        | 4              |
| Croacia (Airplay Radio Chart)               | 1              |
| Dinamarca (Tracklisten)                     | 17             |
| Escocia (Scottish Singles Sales Chart)      | 23             |
| Eslovaquia (Rádio Top 100)                  | 25             |
| Estados Unidos (Billboard Hot 100)          | 9              |
| Estados Unidos (Hot Rap Songs)              | 1              |
| Estados Unidos (Adult Top 40)               | 21             |
| Estados Unidos (Hot Dance Club Songs)       | 1              |
| Estados Unidos (Latin Pop Airplay)          | 17             |
| Estados Unidos (Mainstream Top 40)          | 4              |
| Estados Unidos (Monitor Latino)             | 2              |
| Finlandia (OFC)                             | 9              |
| Francia (SNEP)                              | 108            |
| Hungría (Dance Top 40)                      | 22             |
| Hungría (Rádiós Top 40)                     | 4              |
| Hungría (Single Top 40)                     | 15             |
| Irlanda (IRMA)                              | 36             |
| India (Angrezi Top 20)                      | 10             |
| Indonesia (Creative Disc Top 50)            | 7              |
| Italia (FIMI)                               | 31             |
| Japón (Japan Hot 100)                       | 64             |
| Países Bajos (Dutch Top 40)                 | 15             |
| Países Bajos (Mega Single Top 100)          | 15             |
| México (Monitor Latino)                     | 1              |
| Nueva Zelanda (Recorded Music NZ)           | 12             |
| Noruega (VG-lista)                          | 9              |
| Polonia (Polish Airplay Top 100)            | 7              |
| República Checa (Rádio Top 100)             | 52             |
| Reino Unido (UK Singles Chart)              | 27             |
| Reino Unido (UK R&B Chart)                  | 5              |
| Sudáfrica (EMA)                             | 4              |
| Suecia (Sverigetopplistan)                  | 14             |
| Suiza (Schweizer Hitparade)                 | 35             |